# Josep Saborit Vilar
Josep Saborit Vilar (València, 1972) és un filòleg valencià, autor d'estudis sobre dialectologia i fonètica valenciana.
Les seues publicacions es poden agrupar en diversos temes:
- Dialectologia: l’obra El valencià de les alqueries, prologada per Lluís Gimeno Betí,[1] és un estudi dialectològic del parlar del municipi de Les Alqueries, emmarcat en el diasistema lingüístic de la Plana de Castelló.[2] L'article «Alguns canvis intergeneracionals en el valencià de la Plana Baixa», analitza els canvis lingüístics entre diverses generacions de valencianoparlants de la Plana Baixa i explica la influència que hi ha tingut el castellà i el valencià normatiu vehiculat per via escolar i mitjans de comunicació.[3]
- Fonètica: l’obra Millorem la pronúncia (col·lecció Recerca de l'Acadèmia Valenciana de la Llengua,[4] amb pròleg de Josep-Lluís Doménech i epíleg de Joan Julià-Muné), descriu la fonètica valenciana i exposa el problema que l'empobriment fonològic representa per a l’idioma.[5]
- Gramàtica: en l’article «La vàlua d’Enric Valor com a gramàtic: dos propostes» es contrasten les aproximacions dels lingüistes Abelard Saragossà i Maria Conca sobre les aportacions d'Enric Valor com a gramàtic, on destaca, a més del seu paper com divulgador de l’obra de Pompeu Fabra, els aspectes en què diferix del gramàtic català i adapta les seues prescripcions a la realitat valenciana.[6]
- Lèxic: en l’article «Xurros, els valencians del riu blanc», es fa un estudi de la paraula xurro remuntant-se als orígens no pejoratius del terme, tractant de recuperar el sentit històric del mot.[7][8]
- Onomàstica i antroponímia: en l’article «L'empremta occitana en els llinatges de la Plana de Borriana», s'analitzen els cognoms típics de Borriana i viles veïnes per a valorar la magnitud dels moviments poblacionals des d'Occitània cap a l’antic Regne de València.[9]

Saborit va col·laborar en l’Atles Lingüístic de la Comunitat Valenciana, realitzant enquestes al municipi de Ribesalbes.

## Publicacions
- 2019 — Els sons del valencià. Tabarca Llibres. EAN 9788480254823.
- 2016 — «L'empremta occitana en els llinatges de la Plana de Borriana», dins Paraula d’Òc, època II, núm. 14, pàg. 7-54. ISSN 1577-2047
- 2014 — «La vàlua d’Enric Valor com a gramàtic: dos propostes», dins Aula de Lletres Valencianes - Revista Valenciana de Filologia, núm. 4, pàg. 137-158. Institució Alfons el Magnànim. ISSN 2253-7694.
- 2014 — «Xurros, els valencians del riu blanc» dins Camins, terres i paraules. II Jornades sobre els altres parlars valencians de base castellanoaragonesa (Énguera, 2013), pàg. 359-365. Editorial Denes. ISBN 978-84-942577-3-5
- 2012 — «Fonètica tradicional i fonètica estàndard: unes consideracions sobre l'estàndard oral valencià», pàg. 22-23, dins XXIX Cursos d’estiu, Valencià, juliol 2012. La llengua en el seu context VI. La llengua oral en els mitjans de comunicació.
- 2011 — «Alguns canvis intergeneracionals en el valencià de la Plana Baixa», dins Aula de Lletres Valencianes - Revista Valenciana de Filologia, núm. 1, pàg. 137-158. Institució Alfons el Magnànim. ISSN 2253-7694.
- 2009 — Millorem la pronúncia. Acadèmia Valenciana de la Llengua. ISBN 978-84-482-5297-7
- 1998 — El valencià de les alqueries. Estudi dialectològic d’aquest parlar dins del diasistema lingüístic de la Plana de Castelló. Diputació de Castelló. ISBN 978-84-86895-99-0

## Premis
- 2016 — Premi Bons Òmes de l’associació Òc-València, pel treball «L'empremta occitana en els llinatges de la Plana de Borriana».[12][13]
- 2009 — Premi Joaquim Garcia Girona, en la I Jornada sobre el valencià de Taula de Filologia Valenciana, pel treball «Alguns canvis intergeneracionals en el valencià de la Plana Baixa».[14]